# Polyzosteria cuprea
Polyzosteria cuprea (лат.) — вид насекомых из семейства Blattidae отряда таракановых. Обитает на юго-западе Австралии. Это дневной вид, и его типичная среда обитания — засушливые районы и эвкалиптовые леса.

## Описание
Это бескрылое, угольно-серое насекомое с уплощенной спиной. Есть большое кремовое пятно в передней части тергита (спинной пластинки) переднегруди, более мелкие кремовые отметины по бокам следующих двух тергитов и кремовые полосы на ногах.